# Хабаровськ II
Хабаровськ II (Хабаровськ-Другий (рос. Хабаровск II)) — позакласна сортувальна станція Далекосхідної залізниці, має дві сортувальні мережі з послідовним розташуванням парків прибуття, сортування і відправлення. Разом з переробкою транзитного вагонопотоку виконується значний обсяг вантажної роботи. За призначенням і характером роботи станція відноситься до сортувальних станцій мережевого значення.
Станцію відкрто 1934

## Технічне оснащення
- 13 стрілочних постів;
- Формування поїздів відбувається в 16-ти напрямках;
- Електрична централізація стрілок і сигналів (2 поста ЕЦ);
- Дві механізовані сортувальні гірки оснащені ГАЦ (гіркова автоматична централізація стрілок), АЗШР (автоматичне завдання швидкості розпуску складів) і трьома гальмівними позиціями;
- У межах станції розташовуються пасажирські платформи: Локомотивне депо, Парк імені Гагаріна, Хабаровськ II, руберойдовий завод.

### Парки
- «А» (парного прибуття) 8 колій, 8 постів;
- «Б» (непарного прибуття) 6 колій, 3 поста;
- В» (непарного відправлення) 9 колій;
- «Г» (вантажний);
- «Д» (парк відстою електропоїздів (електричок));
- «Н» (обслуговування вантажного району, пропуск вантажних і пасажирських поїздів);
- «НСП» (непарний сортувальний) 18 колій, 4 поста
- «О» (парного відправлення) 7 колій;
- «П» (пасажирський);
- «Т» (парний транзитний) 3 колії;
- «ПСП» (парний сортувальний) 39 колій;